# Brumus
Brumus (лат.) — род жесткокрылых из семейства божьих коровок.

## Экология
Кормятся на тлях.

## Систематика
В составе рода:
- Brumus bella Wollaston
- Brumus cedri (J. Sahlberg, 1913)
- Brumus ceylonicus Weise, 1900
- Brumus fulviventris Fairmare
- Brumus mongolicus Fleischer 1900
- Brumus nigrifrons Gerst
- Brumus oblongus (Weidenbach, 1859)
- Brumus octosignatus (Gebler, 1830)
- Brumus quadriplagiatus Wollaston 1864